# Jo-Anne Faull
Jo-Anne Faull (née le 13 janvier 1971) est une joueuse de tennis australienne, professionnelle de la fin des années 1980 à janvier 1995.
En 1988, elle a été championne du monde junior en double filles.
Elle réalise la meilleure saison de sa carrière en 1989, accédant au 4e tour dans deux épreuves du Grand Chelem :
- à Roland Garros, battue par Monica Seles
- à Wimbledon, battue par Gretchen Magers

Pendant sa carrière, elle a gagné deux titres en double sur le circuit WTA.

## Palmarès

### Titre en simple dames
Aucun

### Finale en simple dames
| No | Date       | Nom et lieu du tournoi       | Catégorie | Dotation | Surface    | Vainqueure        | Score    |          |
| -- | ---------- | ---------------------------- | --------- | -------- | ---------- | ----------------- | -------- | -------- |
| 1  | 06-02-1989 | Fernleaf Classic, Wellington | Tier V    | 50 000 $ | Dur (ext.) | Conchita Martínez | 6-1, 6-2 | Parcours |

### Titres en double dames
| No | Date       | Nom et lieu du tournoi             | Catégorie | Dotation  | Surface    | Partenaire       | Finalistes                     | Score         |          |
| -- | ---------- | ---------------------------------- | --------- | --------- | ---------- | ---------------- | ------------------------------ | ------------- | -------- |
| 1  | 04-02-1991 | Fernleaf Butter Classic Wellington | Tier V    | 100 000 $ | Dur (ext.) | Julie Richardson | Belinda Borneo Clare Wood      | 2-6, 7-5, 7-6 | Parcours |
| 2  | 28-09-1992 | P&G Open Taïwan                    | Tier IV   | 100 000 $ | Dur (ext.) | Julie Richardson | Amanda Coetzer Cammy MacGregor | 3-6, 6-3, 6-2 | Parcours |

### Finales en double dames
| No | Date       | Nom et lieu du tournoi                  | Catégorie | Dotation  | Surface         | Vainqueures                     | Partenaire       | Score         |          |
| -- | ---------- | --------------------------------------- | --------- | --------- | --------------- | ------------------------------- | ---------------- | ------------- | -------- |
| 1  | 29-01-1990 | Toray Pan Pacific Open Tokyo            | Tier II   | 350 000 $ | Moquette (int.) | Gigi Fernández Elizabeth Smylie | Rachel McQuillan | 6-2, 6-2      | Parcours |
| 2  | 24-09-1990 | Open Whirlpool-Ville de Bayonne Bayonne | Tier V    | 100 000 $ | Moquette (int.) | Louise Field Catherine Tanvier  | Rachel McQuillan | 7-6, 6-7, 7-6 | Parcours |
| 3  | 28-01-1991 | Nutri-Metics Bendon Classic Auckland    | Tier V    | 100 000 $ | Dur (ext.)      | Patty Fendick Larisa Neiland    | Julie Richardson | 6-3, 6-3      | Parcours |
| 4  | 03-02-1992 | Fernleaf Butter Classic Wellington      | Tier V    | 100 000 $ | Dur (ext.)      | Belinda Borneo Clare Wood       | Julie Richardson | 6-0, 7-6      | Parcours |
| 5  | 04-10-1993 | P&G Open Taïwan                         | Tier IV   | 100 000 $ | Dur (ext.)      | Yayuk Basuki Nana Miyagi        | Kristine Radford | 6-4, 6-2      | Parcours |

## Parcours en Grand Chelem

### En simple dames
| Année | Open d'Australie | Open d'Australie     | Internationaux de France | Internationaux de France | Wimbledon       | Wimbledon      | US Open         | US Open         |
| ----- | ---------------- | -------------------- | ------------------------ | ------------------------ | --------------- | -------------- | --------------- | --------------- |
| 1988  | 2e tour (1/32)   | Claudia Kohde-Kilsch | -                        | -                        | 3e tour (1/16)  | Barbara Potter | 1er tour (1/64) | Raffaella Reggi |
| 1989  | 1er tour (1/64)  | Nicole Provis        | 4e tour (1/8)            | Monica Seles             | 4e tour (1/8)   | Gretchen Rush  | 1er tour (1/64) | Arantxa Sánchez |
| 1990  | 1er tour (1/64)  | Sarah Loosemore      | 1er tour (1/64)          | Patricia Tarabini        | 3e tour (1/16)  | Jana Novotná   | -               | -               |
| 1991  | 1er tour (1/64)  | Manuela Maleeva      | -                        | -                        | 2e tour (1/32)  | Anne Minter    | -               | -               |
| 1992  | 1er tour (1/64)  | Tami Whitlinger      | -                        | -                        | 1er tour (1/64) | Helena Suková  | -               | -               |

À droite du résultat, l’ultime adversaire.

### En double dames
| Année | Open d'Australie              | Open d'Australie          | Internationaux de France      | Internationaux de France   | Wimbledon                    | Wimbledon                  | US Open                      | US Open                    |
| ----- | ----------------------------- | ------------------------- | ----------------------------- | -------------------------- | ---------------------------- | -------------------------- | ---------------------------- | -------------------------- |
| 1988  | 1er tour (1/32) R. McQuillan  | Patricia Hy Etsuko Inoue  | -                             | -                          | 2e tour (1/16) R. McQuillan  | I. Demongeot N. Tauziat    | -                            | -                          |
| 1989  | 2e tour (1/16) R. McQuillan   | Steffi Graf G. Sabatini   | 3e tour (1/8) R. McQuillan    | L. Savchenko N. Zvereva    | 1er tour (1/32) Helen Kelesi | Lise Gregory Gretchen Rush | 1er tour (1/32) R. McQuillan | Jenny Byrne J. Thompson    |
| 1990  | 1/4 de finale R. McQuillan    | B. Schultz A. Temesvári   | 3e tour (1/8) R. McQuillan    | Nicole Provis Elna Reinach | 1er tour (1/32) R. McQuillan | M. Lindström H. Ludloff    | 2e tour (1/16) W. Turnbull   | S. Cecchini P. Tarabini    |
| 1991  | 3e tour (1/8) M. Jaggard      | G. Fernández Jana Novotná | 1er tour (1/32) M. Jaggard    | Elise Burgin Patty Fendick | 3e tour (1/8) R. McQuillan   | Navrátilová Pam Shriver    | 2e tour (1/16) M. Jaggard    | S. Appelmans C. Benjamin   |
| 1992  | 1er tour (1/32) J. Richardson | A. Sánchez Helena Suková  | 1er tour (1/32) J. Richardson | Segura-Perez Janet Souto   | 1/4 de finale J. Richardson  | Navrátilová Pam Shriver    | 2e tour (1/16) J. Richardson | MJ Fernández Zina Garrison |
| 1993  | 1er tour (1/32) Jenny Byrne   | C. MacGregor S. Stafford  | 1er tour (1/32) A. Woolcock   | Lori McNeil Rennae Stubbs  | 1/4 de finale J. Richardson  | L. Neiland Jana Novotná    | -                            | -                          |
| 1994  | 2e tour (1/16) Robin White    | C. Martínez L. Neiland    | 1er tour (1/32) Tessa Price   | C. Barclay K. Guse         | 1er tour (1/32) S. McCarthy  | Åsa Svensson Nanne Dahlman | -                            | -                          |
| 1995  | 1er tour (1/32) J. Richardson | L. Davenport Lisa Raymond | -                             | -                          | -                            | -                          | -                            | -                          |

Sous le résultat, la partenaire ; à droite, l’ultime équipe adverse.

### En double mixte
| Année | Open d'Australie             | Open d'Australie          | Internationaux de France    | Internationaux de France    | Wimbledon                     | Wimbledon                | US Open                      | US Open                    |
| ----- | ---------------------------- | ------------------------- | --------------------------- | --------------------------- | ----------------------------- | ------------------------ | ---------------------------- | -------------------------- |
| 1988  | 2e tour (1/8) Stoltenberg    | D. Balestrat C. Limberger | -                           | -                           | -                             | -                        | -                            | -                          |
| 1989  | 1er tour (1/16) Stoltenberg  | Gretchen Rush Kelly Jones | 2e tour (1/16) J.C. Báguena | Beth Herr Tim Pawsat        | 3e tour (1/8) Stoltenberg     | Terry Phelps Neil Broad  | -                            | -                          |
| 1990  | 2e tour (1/8) T. Woodbridge  | G. Fernández Jorge Lozano | 2e tour (1/16) Stoltenberg  | A. Sánchez Jorge Lozano     | -                             | -                        | -                            | -                          |
| 1991  | -                            | -                         | -                           | -                           | 1er tour (1/32) Laurie Warder | Sandy Collins Joey Rive  | 1er tour (1/16) Piet Norval  | Gretchen Rush Todd Witsken |
| 1992  | 2e tour (1/8) Neil Broad     | Jo Durie Jeremy Bates     | 3e tour (1/8) Sven Salumaa  | M. Bollegraf Tom Nijssen    | 2e tour (1/16) Sven Salumaa   | M. Oremans Jacco Eltingh | 1er tour (1/16) Sven Salumaa | A. Sánchez T. Woodbridge   |
| 1993  | 1er tour (1/16) Sven Salumaa | N. Zvereva Kelly Jones    | 3e tour (1/8) H. J. Davids  | G. Fernández T. Woodbridge  | 1er tour (1/32) H. J. Davids  | Zina Garrison Rick Leach | -                            | -                          |
| 1994  | -                            | -                         | 2e tour (1/16) A. Kratzmann | Helena Suková T. Woodbridge | 1er tour (1/32) Brett Steven  | J. Richardson Ken Flach  | -                            | -                          |

Sous le résultat, le partenaire ; à droite, l’ultime équipe adverse.

## Classements WTA en fin de saison

### En simple
| Année | 1986 | 1987 | 1988 | 1989 | 1990 | 1991 | 1992 | 1993 | 1994 | 1995 |
| Rang  | 448  | 416  | 167  | 70   | 178  | 199  | 191  | 244  | 232  | 534  |

Source : (en) « Classements de Jo-Anne Faull », sur le site officiel du WTA Tour

### En double
| Année | 1986 | 1987 | 1988 | 1989 | 1990 | 1991 | 1992 | 1993 | 1994 | 1995 |
| Rang  | 414  | 295  | 123  | 61   | 45   | 57   | 36   | 72   | 156  | 492  |

Source : (en) « Classements de Jo-Anne Faull », sur le site officiel du WTA Tour